# La Purísima, Pedro Escobedo
La Purísima är en ort i Mexiko.   Den ligger i kommunen Pedro Escobedo och delstaten Querétaro Arteaga, i den centrala delen av landet, 170 km nordväst om huvudstaden Mexico City. La Purísima ligger 2 212 meter över havet och antalet invånare är 353.
Terrängen runt La Purísima är huvudsakligen kuperad, men den allra närmaste omgivningen är platt. Terrängen runt La Purísima sluttar norrut. Runt La Purísima är det ganska tätbefolkat, med 179 invånare per kvadratkilometer. Närmaste större samhälle är Santiago de Querétaro, 18,8 km nordväst om La Purísima. Trakten runt La Purísima består till största delen av jordbruksmark.